# NK Hajduk Mirko Mirkovci
NK Hajduk Mirko Mirkovci je nogometni klub iz vinkovačkog prigradskog naselja Mirkovci.
Boje kluba su crvena i bijela.
Seniorska ekipa kluba se natječe u 2. ŽNL Vukovarsko-srijemskoj NS Vinkovci, dok veterani sudjeluju u Nogometnoj ligi veterana ZVO-a.

## Povijest
Nogometni klub Hajduk Mirko Mirkovci osnovan je 1929. godine pod imenom Hajduk, kada je grupa omladinaca svojim sredstvima kupila prvu loptu i počela igrati nogomet na mirkovačkim pašnjacima. Prva utakmica odigrana je 1930. godine protiv NK Jedinstvo Stari Jankovci, kada je Hajduk slavio s 1:0. Pod ovim imenom klub djeluje do 1936. godine kada mijenja ime u Hajduk Mirko. Novo igralište je svečano otvoreno 1964. godine. Do 1968. godine klub se natjecao u Grupnom prvenstvu nogometnog podsaveza Vinkovci, da bi zahvaljujući proširenju Podsavezne lige kao drugoplasirani u sezoni 1967./68. postao podsavezni ligaš. Najveći uspjeh im je nastupanje u regionalnoj nogometnoj ligi (u sezoni 1983./84.) kada su osvojili 14. mjesto, te osvajanje kupa vinkovačkog podsaveza 1989. godine. Mirkovci su za vrijeme Domovinskog rata bili okupirano područje, pa tek od 1998. godine klub nastupa u županijskoj nogometnoj ligi Vukovarsko-srijemske županije (od 1992. do 1997. godine se natjecao u prvenstvu RSK).  Od 1998. do 2002. natjecao se u Drugoj županijskoj nogometnoj ligi, a poslije toga u Trećoj ŽNL, koju je osvojio u sezoni 2007./08. U 2. ŽNL ostaje do sezone 2013./14., kada zauzima posljednje mjesto i od sezone 2014./15. se ponovno natječe u 3. ŽNL.
Zbog postojanja dva nogometna kluba i multietničnosti u Mirkovcima, Hajduk Mirko predstavlja "srpski" klub, dok je Hrvatski Sokol "hrvatski" klub

### Plasmani kluba kroz povijest
| Sezona                      | Liga                                                | Plasman                             |
| --------------------------- | --------------------------------------------------- | ----------------------------------- |
| 1946.                       | Kotarska nogometna liga Vinkovci Grupno natjecanje  | nepoznat plasman                    |
| 1947.                       | Kotarska nogometna liga Vinkovci Grupa II           | nepoznat plasman                    |
| 1948.                       | Kotarska nogometna liga Vinkovci Istočna grupa      | nepoznat plasman                    |
| 1949.                       | Kotarska nogometna liga Vinkovci Grupa III          | nepoznat plasman                    |
| 1950.                       | Kotarska nogometna liga Vinkovci Jedinstvena grupa  | nepoznat plasman                    |
| 1951.                       | Kotarska nogometna liga Vinkovci Jedinstvena grupa  | nepoznat plasman                    |
| 1966./67.                   | Grupno prvenstvo NP Vinkovci Grupa I                | 2. mjesto                           |
| 1967./68.                   | Grupno prvenstvo NP Vinkovci Grupa II               | 2. mjesto                           |
| 1968./69.                   | Podsavezna nogometna liga NP Vinkovci               | 8. mjesto                           |
| 1969./70.                   | Podsavezna nogometna liga NP Vinkovci               | 12. mjesto                          |
| 1970./71.                   | Područna nogometna liga NSP Vinkovci                | 9. mjesto                           |
| 1971./72.                   | Područna nogometna liga NSP Vinkovci                | 2. mjesto                           |
| 1972./73.                   | Područna nogometna liga NSP Vinkovci                | 3. mjesto                           |
| 1973./74.                   | Područna nogometna liga NSP Vinkovci                | 1. mjesto                           |
| 1974./75.                   | Slavonska nogometna zona – Posavska skupina         | 11. mjesto                          |
| 1975./76.                   | Slavonska nogometna zona – Posavska skupina         | 8. mjesto                           |
| 1976./77.                   | Slavonska nogometna zona – Posavska skupina         | nepoznat plasman                    |
| 1977./78.                   | Slavonska nogometna zona – Posavska skupina         | 9. mjesto                           |
| 1978./79.                   | Slavonska nogometna zona – Posavska skupina         | nepoznat plasman                    |
| 1979./80.                   | Slavonska nogometna zona – Posavska skupina         | nepoznat plasman                    |
| 1980./81.                   | Slavonska nogometna zona – Posavska skupina         | nepoznat plasman (7. ili 8. mjesto) |
| 1981./82.                   | Slavonska nogometna zona – Posavska skupina Istok   | 9. mjesto                           |
| 1982./83.                   | Slavonska nogometna zona – Posavska skupina Istok   | 4. mjesto                           |
| 1983./84.                   | Regionalna nogometna liga Slavonije i Baranje – Jug | 14. mjesto                          |
| 1984./85.                   | Međuopćinska nogometna liga – Istok                 | 11. mjesto                          |
| 1985./86.                   | Općinska nogometna liga Vinkovci                    | 4. mjesto                           |
| 1986./87.                   | Općinska nogometna liga Vinkovci                    | 9. mjesto                           |
| 1987./88.                   | 1. općinska nogometna liga Vinkovci                 | nepoznat plasman                    |
| 1988./89.                   | 1. općinska nogometna liga Vinkovci                 | 7. mjesto                           |
| 1989./90.                   | 1. općinska nogometna liga Vinkovci                 | nepoznat plasman                    |
| 1990./91.                   | 1. općinska nogometna liga Vinkovci                 | nepoznat plasman                    |
| 1991./92.                   | klub nije djelovao                                  | klub nije djelovao                  |
| 1992./93.                   | Prvenstvo RSK                                       | 3. mjesto                           |
| 1993. – 1998. Prvenstvo RSK |                                                     |                                     |
| 1998./99.                   | 2. ŽNL Vukovarsko-srijemska                         | 10. mjesto                          |
| 1999./2000.                 | 2. ŽNL Vukovarsko-srijemska                         | 14. mjesto                          |
| 2000./01.                   | 2. ŽNL Vukovarsko-srijemska                         | 13. mjesto                          |
| 2001./02.                   | 2. ŽNL Vukovarsko-srijemska Grupa B                 | 16. mjesto                          |
| 2002./03.                   | 3. ŽNL Vukovarsko-srijemska Grupa A                 | 11. mjesto                          |
| 2003./04.                   | 3. ŽNL Vukovarsko-srijemska Grupa A                 | 8. mjesto                           |
| 2004./05.                   | 3. ŽNL Vukovarsko-srijemska Grupa A                 | 8. mjesto                           |
| 2005./06.                   | 3. ŽNL Vukovarsko-srijemska Grupa A                 | 11. mjesto                          |
| 2006./07.                   | 3. ŽNL Vukovarsko-srijemska NS Vinkovci             | 2. mjesto                           |
| 2007./08.                   | 3. ŽNL Vukovarsko-srijemska NS Vinkovci             | 1. mjesto                           |
| 2008./09.                   | 2. ŽNL Vukovarsko-srijemska NS Vinkovci             | 9. mjesto                           |
| 2009./10.                   | 2. ŽNL Vukovarsko-srijemska NS Vinkovci             | 6. mjesto                           |
| 2010./11.                   | 2. ŽNL Vukovarsko-srijemska NS Vinkovci             | 6. mjesto                           |
| 2011./12.                   | 2. ŽNL Vukovarsko-srijemska NS Vinkovci             | 5. mjesto                           |
| 2012./13.                   | 2. ŽNL Vukovarsko-srijemska NS Vinkovci             | 8. mjesto                           |
| 2013./14.                   | 2. ŽNL Vukovarsko-srijemska NS Vinkovci             | 12. mjesto                          |
| 2014./15.                   | 3. ŽNL Vukovarsko-srijemska NS Vinkovci             | 9. mjesto                           |
| 2015./16.                   | 3. ŽNL Vukovarsko-srijemska NS Vinkovci             | 9. mjesto                           |
| 2016./17.                   | 3. ŽNL Vukovarsko-srijemska NS Vinkovci             | 6. mjesto                           |

## Vanjske poveznice
- Šport u Vinkovcima, popis klubova  Arhivirana inačica izvorne stranice od 7. prosinca 2013. (Wayback Machine)